# 本阿彌日洲
本阿彌 日洲（ほんあみ にっしゅう、旧姓・平井、本名・猛夫、1908年（明治31年）2月23日 - 1996年（平成8年）7月13日）は、日本刀の研師および鑑定者。刀剣研磨の重要無形文化財保持者（人間国宝）。子に、同じく刀剣研師で人間国宝に選ばれた本阿弥光洲がいる。

## 略歴
- 幼少の頃から父・平井千葉から刀剣研磨や鑑定の指導を受ける。その後本阿彌琳雅に師事。
- 1928年、本阿彌家の養子となる。
- 文部省の依頼で、神社仏閣蔵の国宝、重要美術品の刀剣研磨に従事。
- 1975年4月23日、小野光敬とともに、刀剣研磨で重要無形文化財保持者(人間国宝)に認定。
- 1996年7月、没。享年88

## 著書
- 『甦る日本美』